# Тишби, Ноа
Ноа Тохар Тишби (ивр. נועה טוהר תשבי‎; род. 22 мая 1975 года, Тель-Авив) — израильская актриса, продюсер и общественный деятель. Она снималась в различных американских телешоу и фильмах, среди которых «Любовники», «Остров», «Части тела», «Большая любовь», «Морская полиция: Спецотдел» и другие. Она также является соисполнительным продюсером сериала «Пациенты» на канале HBO, который является адаптацией израильского сериала «БеТипул». Ее продюсерская компания, Noa's Arc, также отвечала за продажу нескольких других адаптаций израильских программ американским сетям.
Тишби занимается борьбой с антисемитизмом, а также сионистским активизмом. Она основала в 2011 году адвокационную организацию Act for Israel. В 2021 году она опубликовала свою первую книгу «Израиль: простой путеводитель по самой непонятной стране на Земле». В течение года, с 2022 по 2023 год, она была специальным посланником по вопросам борьбы с антисемитизмом и делегитимизации Израиля. В 2024 году выпустила книгу «Неудобные разговоры с еврейкой» об исторических корнях и современных проявлениях антиизраильских и антисемитских стереотипов.

## Биография

### Ранние годы
Ноа Тишби родилась 22 мая 1975 года в Тель-Авиве, Израиль, в еврейской семье, участвовавшей в создании Израиля. Кибуц, соучредителем которого был её дед, был одним из первых в истории Израиля. Тишби начала играть в раннем возрасте, снимаясь в рекламных роликах в возрасте 8 лет. В подростковом возрасте она получила театральную стипендию от Тель-Авивского музея изобразительных искусств и сыграла в нескольких театральных постановках и телевизионных шоу. Она также прослужила два с половиной года в Армии обороны Израиля.

### Карьера
Тишби начала приобретать известность в Израиле в 1990-х годах, появившись в израильской телевизионной драме «Рамат-Авив Гиммель» и сыграв роль Аниты в постановке «Вестсайдской истории» в театре «Габима». Она также выпустила англоязычный альбом (Nona) и появлялась на обложках журналов и билбордах как модель. В начале 2000-х годов она переехала в Лос-Анджелес.
К 2006 году Тишби появилась в ряде телевизионных ролей в таких сериалах, как «Звёздный путь», «Части тела», «C.S.I.: Место преступления», «4400» и «Зачарованные». Она также сыграла роль в фильме 2005 года «Остров». В 2008 году Тишби продала израильский драматический сериал «БеТипул» телеканалу HBO. Это был первый израильский формат, который стал американским телевизионным шоу. Премьера американской адаптации, «Пациенты», состоялась в 2008 году, где Тишби выступила соисполнительным продюсером вместе с Марком Уолбергом. Он выходил в течение трёх сезонов между 2008 и 2010 годами, а затем вернулся на четвёртый сезон в 2021 году, где Тишби всё ещё была соисполнительным продюсером. Сериал, рассказывающий о серии вымышленных терапевтических сеансов, получил Премию Пибоди в 2009 году. Одновременно Тишби продолжала играть роли в таких сериалах, как «Морская полиция: Спецотдел» и «Большая любовь».
Кроме того, Тишби начала создавать адаптации других израильских программ для американских сетей через свою продюсерскую компанию Noa's Arc. Тишби была ответственна за разработку адаптаций для сериала «На расстоянии соприкосновения», а также «Жизнь — это не всё», который был переименован в «Развод: История любви» для американской версии.

## Общественная деятельность

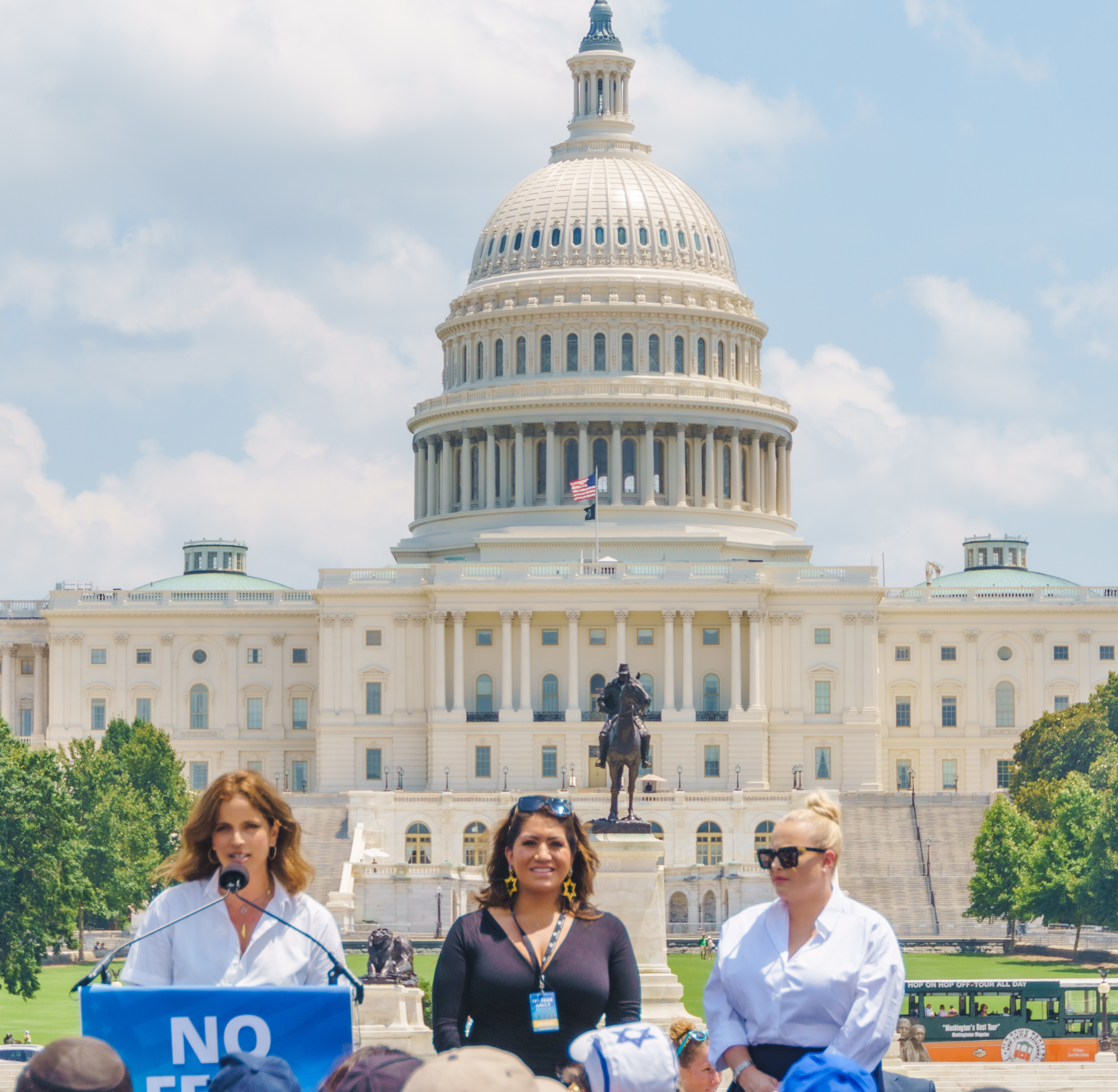
Митинг возле Капитолия в знак солидарности с еврейским народом, Вашингтон, США, 2021 год

Тишби является активисткой, выступающей в защиту Израиля по меньшей мере с 2011 года. В том же году она основала Act for Israel, произраильскую правозащитную организацию в Интернете. Тишби создала группу, чтобы помочь исправить дезинформацию об истории, культуре и правительственной политике Израиля. В частности, Тишби резко критиковала движение BDS, называя стоящие за ним принципы «дезинформацией, манипуляциями, уничтожением истории и откровенной ложью». Она также назвала «позорной» характеристику Amnesty International Израиля как государства апартеида.
В 2014 году она основала организацию Reality Israel, которая проводит серию «лидерских поездок» для евреев и неевреев в Израиле. В 2016 и 2018 годах она выступала перед Генеральной Ассамблеей Организации Объединённых Наций в Нью-Йорке в поддержку Израиля. В феврале 2021 года Тишби присоединилась к Black-Jewish Entertainment Alliance.
В апреле 2021 года вышла её первая книга «Израиль: простой путеводитель по самой непонятной стране на Земле». В книге рассказывается об истории и культуре Израиля с автобиографическими подробностями. В книге Тишби занимает сионистскую позицию и критикует движение «Бойкот, дивестиция и санкции» (BDS) в контексте палестино-израильского конфликта. Книга была опубликована издательством Simon & Schuster.
В 2022 году Тишби стала 11 000-м подписантом благотворительной кампании Jewish Future Pledge, созданной по образцу The Giving Pledge, чтобы поощрить американских евреев направлять не менее 50% своих благотворительных пожертвований на дела, связанные с еврейством или Израилем.

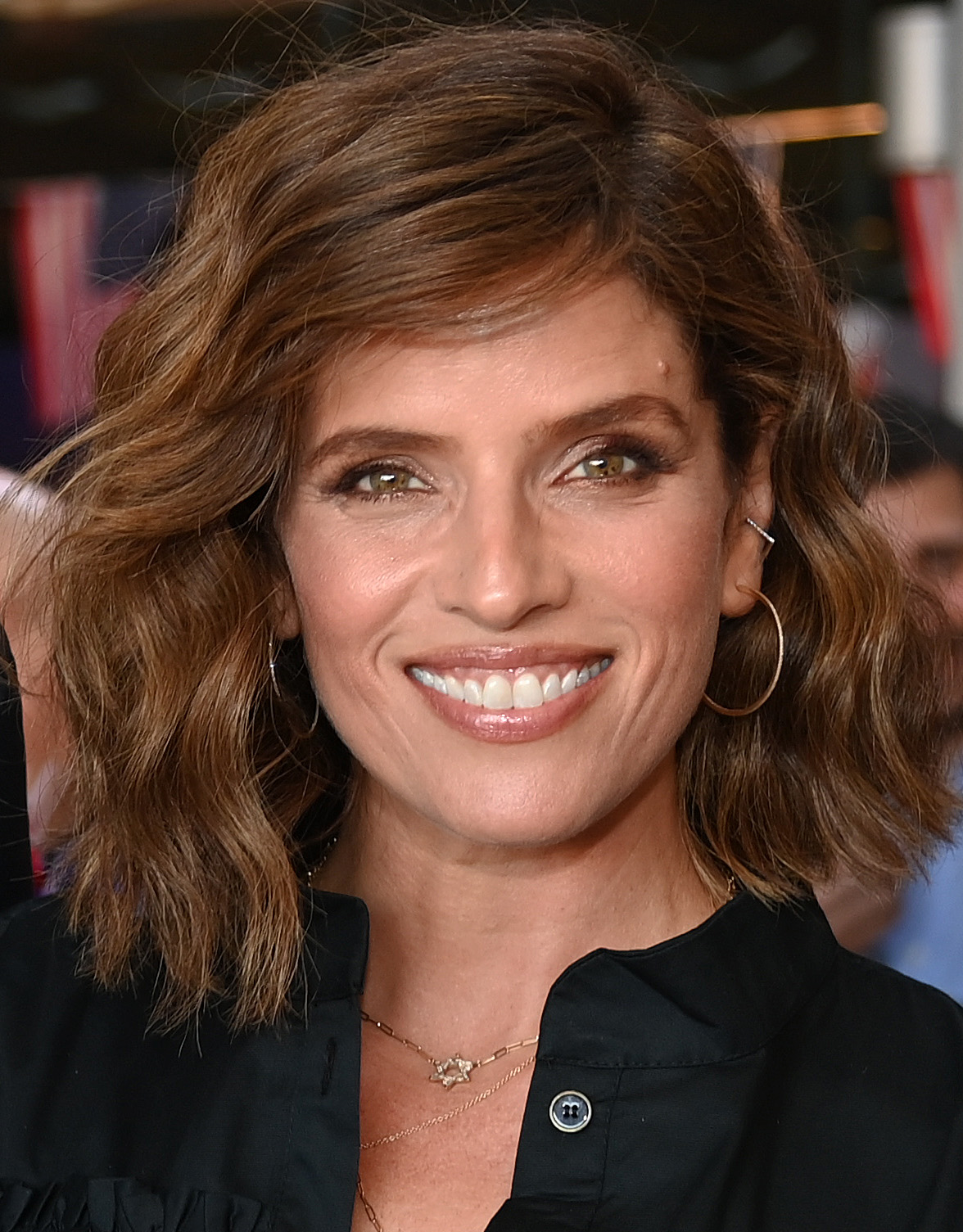
Ноа Тишби в посольстве США в Иерусалиме, 2022 год

В апреле 2022 года тогдашний премьер-министр Яир Лапид назначил Тишби специальным посланником по вопросам борьбы с антисемитизмом и делегитимизации Израиля, первым человеком на вновь созданной должности. В апреле 2023 года она была уволена с должности после того, как выступила против судебной реформы, предложенной новым правительством переизбранного премьер-министра Биньямина Нетаньяху.
После вторжения ХАМАС в Израиль в 2023 году, Ноа Тишби стала ведущим произраильским голосом в США. В 2024 году Тишби написала, что социальные сети являются основной площадкой для стремительного роста антисемитизма, с его анонимностью, ботами и троллями, такими как «Малайзийская армия троллей» в 2021 году. Она призвала социальные медиа-платформы усилить модерацию контента, принять определение антисемитизма, предложенное IHRA, и обеспечить активные механизмы отчетности. Она призвала правительства ужесточить законы против языка ненависти и привлечь к ответственности компании, занимающиеся социальными сетями. Она призвала гражданское общество распознавать и противодействовать антисемитизму, встроенному в образование, и оказывать юридическую и психологическую поддержку жертвам онлайн-антисемитизма.
В 2024 году компания Simon & Schuster опубликовала ее вторую книгу об антисемитизме, написанную в соавторстве с афроамериканским активистом Эммануэлем Ачо, под названием «Неудобные разговоры с еврейкой».

## Личная жизнь
Тишби была замужем за австралийским телеведущим Ошером Гюнсбергом с 2008 по 2011 год. Позже у неё были отношения с финансистом Россом Гинклом, от которых в ноябре 2015 года родился сын Ари.

## Посилання
- noatishby.com — официальный сайт Ноа Тишби
- Ноа Тишби (англ.) на сайте Internet Movie Database